# Eheketten
Eheketten (Originaltitel: Mismates) ist ein US-amerikanisches Stummfilmdrama aus dem Jahr 1926 von Charles Brabin mit Doris Kenyon und Warner Baxter in den Hauptrollen. Das Drehbuch basiert auf dem Bühnenstück Mismates von Myron C. Fagan.

## Handlung
Der wohlhabende Jim Winslow heiratet die Maniküristin Judy O’Grady und wird von seiner Familie enterbt. Er hat bald genug vom Kampf um den Lebensunterhalt und appelliert an seine Eltern, die verlangen, dass er sich von Judy scheiden lässt. Judy, die entschlossen ist, ihre Tochter Jimsy nicht aufzugeben oder eine Scheidung zuzulassen, nimmt eine Stelle in einem Unternehmen an, das von Kriminellen als Tarnung genutzt wird. Als sie unschuldig in ein Verbrechen verwickelt und verhaftet wird, wird sie aufgrund der falschen Aussage ihres Mannes verurteilt. Jim informiert sie, dass Jimsy tot ist, und sie schwört, dass sie nach ihrer Freilassung Rache nehmen wird, obwohl sie von Ted Carroll, ihrem Anwalt und ehemaligen Freund, getröstet wird. Judy entkommt und konfrontiert Jim mit einem Revolver während eines Maskenballs in seinem Haus, wird jedoch durch das Erscheinen von Jimsy abgelenkt. Carroll erhält Beweise für ihre Unschuld, versichert ihr eine Begnadigung und ist glücklich mit Judy vereint, die nun frei von Jim ist.

## Hintergrund
Der Erwerb der Filmrechte an dem Theaterstück durch First National wurde im am 14. Juni 1925 bekannt gegeben. Einer Pressemeldung vom 26. September 1925 zufolge wurden Earle Snell und C. M. Yearsley beauftragt, das Drehbuch zu adaptieren. Am 20. Februar 1926 wurde jedoch berichtet, dass Sada Cowan gerade das Drehbuch fertiggestellt hatte, Snell oder Yearsley wurden mit keiner Stimme erwähnt.
Obwohl der Produktionsbeginn ursprünglich für Anfang Oktober 1925 geplant war, verzögerte er sich bis Ende März 1926. In einem Presseartikel vom 24. März 1926 hieß es, dass die Dreharbeiten zwar in dieser Woche beginnen sollten, sich aber aufgrund von Warner Baxters Reiseplan leicht verzögerten. Gedreht wurde in den First-National-Studios in New York, einige Dreharbeiten sollten auch in den Cosmopolitan-Studios in Manhattan stattfinden, wie am 18. April 1926 vermerkt wurde.
In einem Artikel vom 5. Mai 1926 hieß es, in einer Szene des Films seien mehrere „Merkwürdigkeiten der menschlichen Natur“ erforderlich. Zu den Darstellern dieser Szene gehörten ein 2,33 Meter großer Mann, eine bärtige Dame, ein „Mann mit Haut wie ein Alligator“, eine kleine Person, eine Frau, die schätzungsweise 225 Kilo wog, und ein „Mann mit Spinnenbeinen“. Am 12. Juni 1926 wurde bekannt gegeben, dass die Hauptdreharbeiten in der Woche zuvor beendet worden waren.
Da keine Kopien der sieben Filmrollen existieren, gilt der Film als verschollen.

## Veröffentlichung
Die Premiere des Films fand am 26. Juli 1926 in New York statt. 1927 kam er in Österreich in die Kinos, 1928 im Deutschen Reich.